# Агарзинский
Агарзинский — посёлок в Чернушинском районе Пермского края. Входит в состав Тюинского сельского поселения.
Находится примерно в 27 км к востоку от центра города Чернушки.

## Население
В 2005 году численность населения составляла 36 человек.
По результатам переписи 2010 года численность населения составила 16 человек, в том числе 10 мужчин и 6 женщин.